# Miyamae-ku
Miyamae-ku (宮前区?) è uno dei sette quartieri amministrativi della città di Kawasaki, in Giappone.